# 이용진 (프로게이머)
이용진(1996년 2월 12일 ~ )은 대한민국의 전직 리그 오브 레전드 프로게이머로 선수 시절 포지션은 AD 캐리였으며 아이디는 Natz를 사용했다.

## 선수 시절
2013년 10월 전남과학대학교의 원거리 딜러로 입단한 이용진은 2015년 1월 위너스로 이적하여 챌린저스 코리아 스프링 2015 1차 토너먼트에서 준우승을 차지했다. 그 뒤 같은 해 5월 당시 중국 2부 리그 소속이던 탑 E스포츠(현 중국 LPL)로 이적하여 LSPL 서머 2015 4강 진출, 월드 사이버 아레나 2015 4강, LSPL 3연속 5할 이상의 승률(LSPL 스프링 2016 17승 13패, LSPL 서머 2016 13승 13패, LSPL 스프링 2017 15승 7패)에 일조하긴 했으나 당시 같은 포지션이었던 장밍(QiuQiu)에 밀려 LSPL 스프링 2017 포스트시즌과 LPL 서머 2017 승강전 엔트리에서 제외됐다. 그리고 LPL 서머 2017에서는 유병준 코치와 정수종이 탑 E스포츠의 에이스 역할을 제대로 수행하면서 출전 기회를 많이 얻지는 못했고 결국 이 시즌을 끝으로 2017년 12월 22일 탑 E스포츠와 결별한 직후 은퇴했으며 이후 제28보병사단 제82보병여단에 전격 입대했다.

## 수상 내역
- 리그 오브 레전드 챌린저스 코리아 스프링 2015 1차 토너먼트 준우승
- 리그 오브 레전드 세컨더리 프로리그 서머 2015 3위
- 월드 사이버 아레나 2015 4위